# متحف باسيتلاو

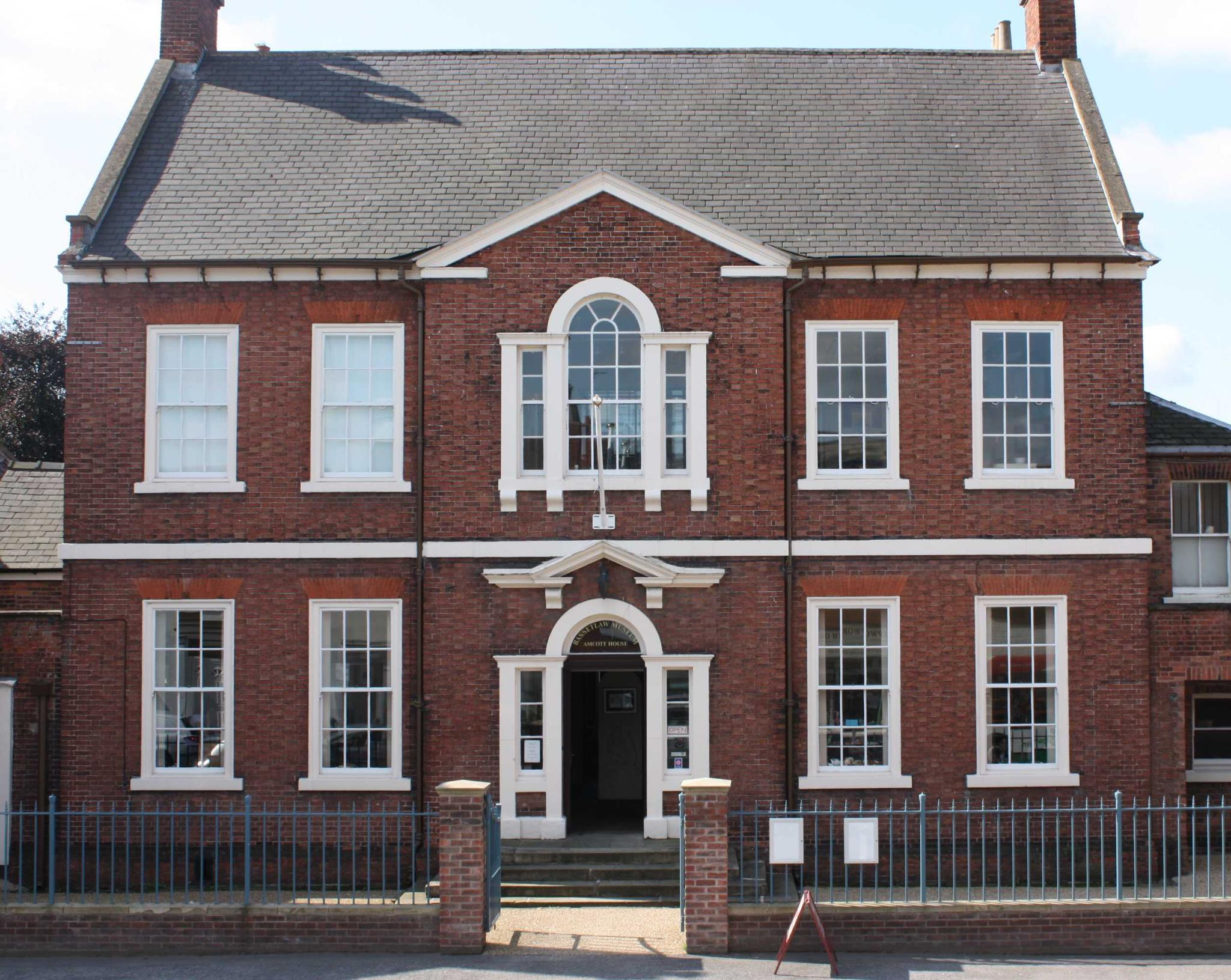
متحف باسيتلاو

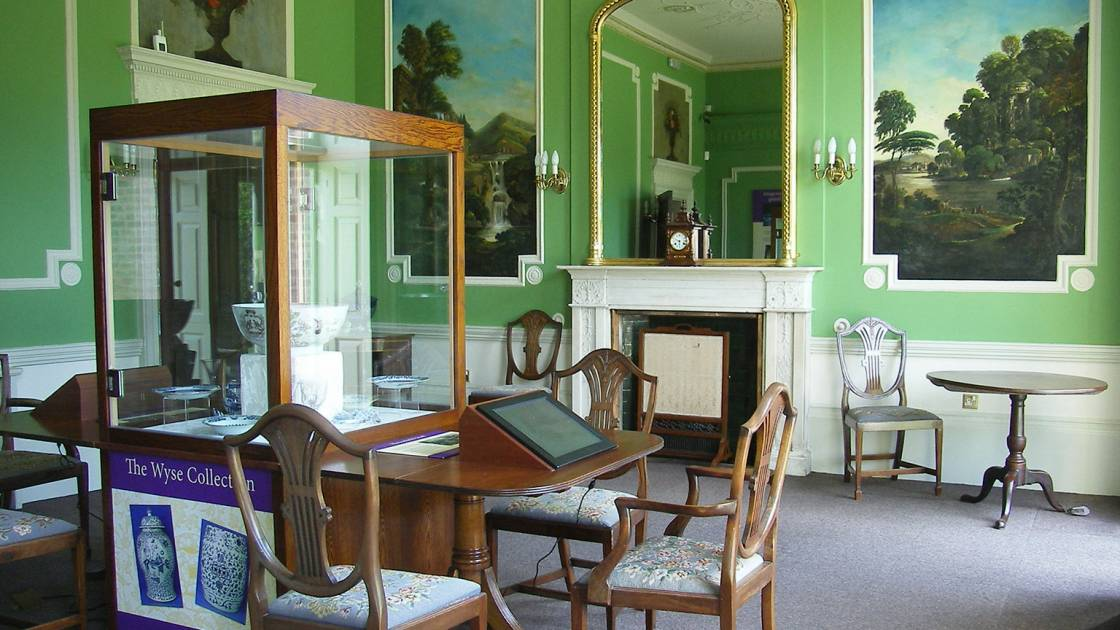
منظر داخلي لمتحف باسيتلاو

متحف باسيتلاو هو متحف في ريتفورد، نوتينجهامشير يوثق تاريخ شمال نوتینجهامشير من الأزمنة الأولى حتى يومنا هذا. يقع المتحف في شارع جروف ريتفورد.

## التاريخ
تأسس متحف باسیتلاو عام 1983 ولديه عدد من المجموعات التي تبرع بها سکان المنطقة للمتحف. تشمل هذه المجموعات التاريخ المحلي وعلم الآثار والفنون الزخرفية والفنون الجميلة والزراعة والملابس والمنسوجات. في القرن الثامن عشر، كان المتحف مقيمًا في أمكوت هاوس المدرجة في الصف الثاني في شارع جروف، ريتفورد ولکن تم نقله في عام 1986. الدخول في المتحف مجاني.

## الأحداث والأخبار
في يوليو 2020 كان متحف باسيتلاو موقعًا لمشروع فني مجتمعي خلال أزمة فيروس كورونا يسمى "ثعبان ريتفورد الإيجابي الصخري''.

## جوائز
- تم التصويت لمتحف باسيتلاو على أنه متحف العام في نوتینجهامشير في عام 2009.
- في عام 2002 منح صندوق يانصيب التراث للمتحف منحة قدرها 78000 جنيه إسترليني لتمكين شراء ورقمنة مجموعة ويلشمان.
- في عام 2019 مُنح المتحف 750 ألف جنيه إسترليني - 450 ألف جنيه إسترليني من صندوق يانصيب التراث والباقي من مصادر محلية - لبناء معرض الحاج.[6]